# 주효만
주효만(1946년 11월 3일 ~ 현재)은 대한민국의 영화 배우이다
.

## 학력
- 중앙대학교 예술대학 연극영화과

## 출연작

### 영화
- 1997년 《드래곤 투카》... 촌로 1 역
- 1998년 《남자이야기》... 소아과 의사 역
- 1998년 《아름다운 시절》... 교장 선생님 역
- 1999년 《연풍연가》... 아들 많은 할아버지 역
- 1999년 《텔 미 썸딩》... 동진화랑 주인 역
- 2000년 《하면 된다》... 원씨 종친회 사무장 역
- 2001년 《그녀에게 잠들다》... 쌍둥이 어부 1 역
- 2003년 《질투는 나의 힘》... 소주집 주인 역
- 2003년 《튜브》... 7423 기관사 역
- 2004년 《어디선가 누군가에 무슨 일이 생기면 틀림없이 나타난다 홍반장》... 할아버지 1 역
- 2004년 《시실리 2km》... 김 원장 역
- 2005년 《혈의 누》... 초지공 1 역
- 2006년 《한반도》... 대회의실 각료 역
- 2008년 《쉿! 그녀에겐 비밀이에요》... 주씨 할배 역

### TV 드라마
- 1993년~1999년 MBC《경찰청 사람들》...재연극
- 1997년~2003년 KBS 《긴급구조 119》...재연극
- 2002년 KBS1 《태양인 이제마》
- 2002년 SBS 《야인시대》...전당포 주인 역
- 2003년 SBS 《올인》
- 2003년 KBS1 《무인시대》... 김부식 역
- 2004년 KBS2 《애정의 조건》
- 2004년 MBC 《영웅시대》
- 2004년 KBS2 《두번째 프러포즈》
- 2005년 MBC 《제5공화국》... 박종태 역
- 2005년 KBS2 《장밋빛 인생》
- 2005년 MBC 《현장기록 형사》...재연극
- 2006년 SBS 《연개소문》
- 2006년 KBS2 《아줌마가 간다》
- 2006년 MBC 《거침없이 하이킥!》
- 2007년 SBS 《왕과 나》
- 2013년 JTBC 《더 이상은 못 참아》
- 2014년 MBN 《기막힌 이야기 실제상황》...재연극
- 2016년 tvN 《시그널》
- 2016년 KBS2 《마스터 - 국수의 신》

### CF 활동
- 현대증권
- NH농협
- 동원F&B 동원참치